# Йорк (окръг, Южна Каролина)
Вижте пояснителната страница за други значения на Йорк.
Окръг Йорк (на английски: York County) е окръг в щата Южна Каролина, Съединени американски щати. Площта му е 1803 km², а населението – 282 090 души (1 април 2020). Административен център е град Йорк.